# Rumäner i Ukraina
Rumäner i Ukraina räknas personer som bor i Ukraina och som har sitt ursprung i Rumänien och/eller definiera sig som rumäner. Enligt Ukrainas folkräkning 2001 fanns det sammanlagt cirka 151 000 rumäner i Ukraina. i Tjernivtsi oblast är 12.5% av befolkningen rumäner och i Transkarpatiens oblast 2.6%. Rumänerna är Ukrainas sjätte största minoritet. 

## Historia
Bukovina/Bucovina är ett geografiskt område norr om Karpaterna som nu är delat mellan Rumänien och Ukraina. Före 1774 tillhörde området det Moldaviska furstendömet, varpå det år 1775, efter rysk-turkiska kriget 1768-1774 blev en del av de österrikiska kronlanden. Efter en omröstning år 1919 blev området rumänskt 1919–1940. Den norra delen "avträddes" till Sovjetunionen 1940 och tillföll då Ukrainska SSR, som 1991 blev nuvarande Ukraina. År 1774 utgjordes befolkningen nästan uteslutande av rumäner. Under de tidsperioder som området hörde till Österrike-Ungern sjönk andelen rumäner i de norra områdena under 50%; detta på grund av en omfattande invandring till området. Då det österrikiska kejsardömet delades år 1918, efter första världskriget, blev området del av Rumänien, men norradelen kom slutligen under sovjetisk kontroll 1944 och blev del av Ukrainska SSR i slutet av 1947. Under 1940- och 1950-talen sjönk andelen rumäner ytterligare på grund av deportationer av etniska rumäner på Stalins uttryckliga order. Efter Sovjetunionens upplösning 1991 blev norra Bukovina det en del av Ukraina. Administrativt utgörs den ukrainska delen i stort av oblastet Tjernivtsi där andelen rumäner fortfarande är hög 12.5%. Rumänien öppnade ett generalkonsulat i staden Tjernivtsi i maj 1999.

## Den rumänska minoritetens situation i Ukraina
En språklag infördes av Ukrainas parlament och godkändes av president Viktor Janukovytj i 2012. Lagen tillåter andra språk än ukrainska som administrationsspråk på regional och lokal nivå i Ukraina, där bland andra rumänska infördes som lokala språk i några gränskommuner bland annat i Bila Tserkva i Transkarpatiens oblast. År 2018 godkände Ukrainas parlament en lag som förbjöd undervisning i minoritetsspråk. Parlamentet godkände kort efter presidentvalet i Ukraina 2019 en lag som ger det ukrainska språket en särskild status och skärper språkkraven. Lagen ställer krav på att fler program i radio och TV ska vara på ukrainska och fastslår att alla invånare ska kunna språket. Det betyder inom den offentliga sektorn bland annat krav på att myndigheter, läkare, soldater och lärare ska kunna tala ukrainska. Om de inte klarar språkkraven så hotas de av böter. Lagen ska först undertecknas av den avgående presidenten Petro Porosjenko som har avvisat all kritik mot lagen. Ukrainas nyvalde, men ännu inte tillträdde, president Volodymyr Zelenskij, som själv år rysktalande, har riktat kritik mot lagen. Denna språklag har fått kritik också av instanser inom FN och EU samt från Ryssland. Ukraina godkänner de jure inte dubbla medborgarskap men Rumänien har beviljat etniska rumäner i Ukraina dubbelmedborgarskap.